# Роберт Колдевей
Роберт Колдевей (на немски: Robert Koldewey) е германски архитект, преподавател и археолог, който между 1899 и 1917 г. провежда мащабни разкопки на град Вавилон. Площта на града била 10 000 хектара. В центъра на града Колдевей разкопава храма на бог Мардук – седемстепенен зикурат (стъпаловидна пирамида), за който се предполага, че е бил Вавилонската кула, и открива прочутата порта на богинята Ищар, която днес е реконструирана в Берлинския музей.
На 26 март 1898 г. Роберт Колдевей започва разкопки в източната част на вавилонската цитадела „Каср“, като само за няколко години разкрива и основи, свързвани с най-спорното от седемте чудеса на света – висящите градини на Семирамида. Отделно от това германският археолог разкрива съществуването на новия, възстановен от халдеите, Вавилон – най-голямото градско укрепление, съществувало някога в света за времето си. По този начин Колдевей окончателно демитологизира Библията, и в частност Стария завет, като една пречупена през политиката, правото и религията история на Древния свят в земите от т. нар. Плодороден полумесец.
През 1894 г. е удостоен със званието почетен доктор на Фрайбургския университет.

## Избрана библиография
- Die antiken Baureste der Insel Lesbos. Reimer, Berlin 1890
- Neandria. Programm zum Winckelmannsfeste der Archäologischen Gesellschaft zu Berlin (Band 51). Reimer, Berlin, 1891
- mit Otto Puchstein. Die griechischen Tempel in Unteritalien und Sicilien. Asher, Berlin 1899, 1. Band Text, 2. Band Tafeln.
- Die Tempel von Babylon und Borsippa: nach den Ausgrabungen durch die Deutsche Orient-Gesellschaft. Leipzig 1911 (Ausgrabungen der Deutschen Orient-Gesellschaft in Babylon. Band 1)
- Das wieder erstehende Babylon. 2. Aufl., Leipzig 1913

## За него
- Carl Schuchhardt. Heitere und ernste Briefe aus einem deutschen Archäologenleben. Robert Koldewey. G. Grote, Berlin 1925.